# Сенна (фільм)
«Се́нна» (англ. Senna) — британський документальний фільм 2010 року, що зображує життя і загибель бразильського автогонщика Айртона Сенни. Режисер — Азиф Кападія. Над створенням фільму були залучені кінокомпанії «StudioCanal», «Working Title Films» та «Midfield Films», а дистриб'ютором стала «Universal Pictures», материнська компанія двох останніх виробничих.
У стрічці значна увага зосереджується на спортивній кар'єрі Сенни у Формулі-1, починаючи з його дебюту на Гран-прі Бразилії 1984 року і закінчуючи його загибеллю в аварії на Гран-прі Сан-Марино 1994 року, а також суперництву бразильця з Аленом Простом. Документальний фільм спирається насамперед на гоночну хроніку і домашні відеозаписи, які надала сім'я Сенни, а не на ретроспективні відео-інтерв'ю.

## Сюжет
Фільм розпочинається з приходу Сенни в Формулу-1 під час сезону 1984 року, коротко охоплюючи час його перебування в командах «Тоулмен» і «Лотус», перш ніж зосередитися на британській команді «Макларен», яка привела його до глобальної популярності і звання чемпіона світу. Драматизм цього періоду спортивної кар'єри гонщика полягає в його суперництві з товаришем по команді Аленом Простом, його політичною боротьбою з тодішнім главою FISA Жан-Марі Балестром і кульмінаційних подій під час сезонів 1989 і 1990 років, коли Сенна і Прост були залучені в спірні конфлікти, що вирішували долю титулу чемпіона світу, який у 1989 році виявився за Простом, а в 1990 році за Сенною.
Фільм передає всю динамічність подій, які були характерні в роки чемпіонства Сенни, а саме боротьба бразильця за покращення рівня безпеки у Формулі-1 і його реакції на аварії, свідком яких він ставав, зокрема загибель австрійського гонщика Роланда Ратценбергера за день до його власної. Через точку зору Сенни ми бачимо і чуємо, що інноваційна комп'ютеризація привела в ці роки до технологічного домінування боліди команди «Вільямс», внаслідок чого бразилець не міг змагатися з ними на рівних за чемпіонство. 1993 року до стайні «Вільямс» приєднався Прост і однією з його вимог у підписаному контракті була, щоб ні за яких обставин його напарником по команді не став Сенна. У сезоні 1994 року бразилець замістив Проста, а у Формулі-1 були затверджені нові правила, які заборонили комп'ютеризацію. Це змусило «Вільямс» піддатися швидкій реконфігурації болідів, що виявилося фатальним для команди і негативно позначилося на її результатах. На Гран-прі Сан-Марино того ж року ми бачимо страждання Сенни з приводу загибелі 30 квітня Ратценбергера, а також занепокоєння і передчуття бразильця, від чого у фільмі наростає напруга і все пророкує аварію зі смертельним результатом, яка й трапляється наступного дня з Сенною. Документальний фільм закінчується траурними кадрами похорон великого гонщика на яких були присутні його родина і близькі друзі з Формули-1.

## Критичні відгуки
На узагальнюючому критичні відгуки ресурсі Rotten Tomatoes зі 116 рецензій 92 % позитивні, 9 негативних. Ден Джолін з журналу «Empire» дав фільму 4 зірки з 5 і заявив, що він є «переконливим і захопливим не лише для тих, хто любить спостерігати за тим як автомобілі їздять колами». Даніель Сарат з онлайн-блогу «Napier's News» дав фільму 5 зірок і назвав його «бездоганною кінороботою, яка демонструє захоплююче документальне кіно». Алекс Зейн з британського таблоїда «The Sun» оцінив стрічку в 4 бали з 5 і написав, що фільм Сенна є «притягальним і глибоко зворушливим». Стіві Роуз, дописувач «The Guardian», також оцінив фільм у 4 бали з 5 і підмітив той факт, що «з такою кількістю доступного відеоматеріалу про Формулу-1, стрічку про історію життя Сенни можна сміливо віднести до живої драми, а не посмертного документального фільму. Ми не стільки чуємо, що трапилося в минулому, скільки маємо змогу поглянути на всі ті події, які відбулися».

## Реліз
Спеціальний показ стрічки Сенна відбувся 7 жовтня 2010 року на Гран-прі Японії в місті Судзука. Офіційна світова прем'єра пройшла 3 листопада того ж року в театрі «Cinemark» у Сан-Паулу, Бразилія. У Бразилії фільм вийшов 12 листопада 2010, а у Великій Британії — 3 червня 2011 року.
На DVD і Blu-ray дисках реліз фільму в Японії та Бразилії відбувся 21 і 24 березня 2011 року відповідно. 11 жовтня він став доступний для домашнього медіа і у Великій Британії.
У квітні 2013 року стрічку Сенна було перекладено та озвучено українською мовою студією «Цікава ідея» на замовлення інтернет-порталу Гуртом.

## Нагороди та номінації
| Нагорода                       | Категорія                      | Номінант                | Результат |
| ------------------------------ | ------------------------------ | ----------------------- | --------- |
| Санденс                        | Найкращий документальний фільм | —                       | Перемога  |
| Лос-Анджелеський кінофестиваль | Найкращий міжнародний фільм    | —                       | Перемога  |
| Мельбурнський кінофестиваль    | Найкращий документальний фільм | —                       | Перемога  |
| Аделаїдський кінофестиваль.    | Найкращий документальний фільм | —                       | Перемога  |
| БАФТА                          | Найкращий британський фільм    | —                       | Номінація |
| БАФТА                          | Найкращий документальний фільм | —                       | Перемога  |
| БАФТА                          | Найкращий монтаж               | Ґреґерс Салл, Кріс Кінг | Перемога  |